# Tech Crags
Die Tech Crags sind ein rund 1000 m hoher und zerklüfteter Gebirgskamm auf der antarktischen Ross-Insel. Er ragt 3 km südlich des Williams-Kliff auf und markiert einen Abhang an der Nordflanke des breiten Turks Head Ridge.
Das Advisory Committee on Antarctic Names benannte ihn im Jahr 2000 nach dem New Mexico Institute of Mining and Technology (kurz New Mexico Tech) in Socorro, von dem zahlreiche Studenten unter der Anleitung des neuseeländischen Geochemiker Philip Raymond Kyle (* 1947) Forschungsarbeiten am Mount Erebus durchgeführt hatten.